# Заводское (город)
Заводское (укр. Заводське; в 1961—2016 годах — Червонозаводское, укр. Червонозаводське) — город в Полтавской области Украины. Входит в Миргородский район. До 2020 года входил в упразднённый Лохвицкий район, в котором вместе с селом Вишневое составлял Заводской городской совет.

## Географическое положение
Город расположен на террасах левого берега реки Сулы в лесостепной зоне Приднепровской низменности на севере Полтавской области — на расстоянии 12 км от районного центра Лохвица и 160 км от города Полтавы.
Климат умеренно континентальный.
Местность является перспективной в нефтегазоносным отношении: эксплуатируется разведанное в 1958 году Глинско-Розбышевское газоконденсатное месторождение (до глубины 4000 м разрыто шесть газоносных и два нефтеносных горизонта). Также есть залежи торфа, строительные пески и суглинки. Преобладают чернозёмные почвы.

## История
Поселение возникло в сентябре 1928 года как село Сталинка, когда по решению СНК СССР здесь началось сооружение крупнейшего в стране сахарного завода. 7 ноября 1928 года состоялась торжественная закладка завода, а уже в октябре 1929 года была получена первая продукция.
В 1929 году был построен заводской Дом культуры.
В 1930 году был построен маслозавод и создана машинно-тракторная станция при сахарном заводе.
В 1931 году был открыт вечерний техникум.
В 1932—1934 годы был построен крупнейший в стране спиртовой завод, завод цианистых соединений, одновременно возводится жилая зона, клуб, столовая.
В 1936 году были построены хлебоприёмный пункт и пункт откорма крупного рогатого скота.
С 25 октября 1938 года — посёлок городского типа.
В ходе Великой Отечественной войны в 1941—1943 годах посёлок был оккупирован наступавшими немецкими войсками.

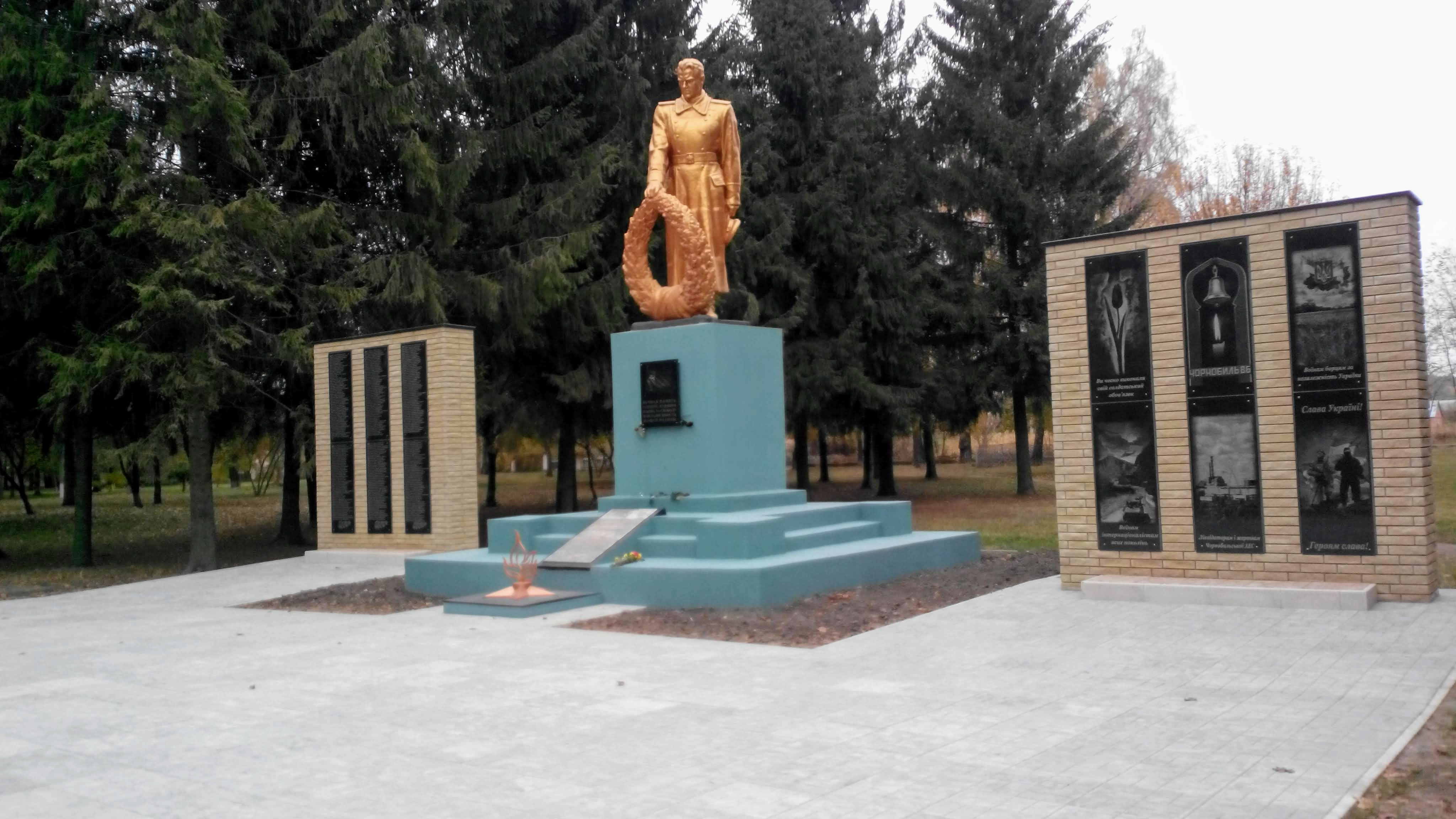
Братская могила советских воинов, погибших в ВОВ в Заводском

В 1944 году при сахарном заводе организована школа фабрично-заводской молодежи (сейчас ПТУ-32).
В 1951 году был введён в эксплуатацию Лохвицкий хлебозавод.
В 1960 году был создан приборостроительный завод.
В 1961 году посёлок переименовали в Червонозаводское.
28 марта 1977 года посёлок Червонозаводское получил статус города районного подчинения, в это время здесь действовали сахарный комбинат, спиртовой комбинат, завод по производству сухого молока и масла, комбикормовый завод, завод кормовых дрожжей и техникум пищевой промышленности.
В 1985 году здесь действовали приборостроительный завод, сахарный комбинат, спиртовой комбинат, завод по производству сухого молока и масла, комбикормовый завод, завод кормовых дрожжей, хлебный завод, комбинат бытового обслуживания, техникум пищевой промышленности, ПТУ сахарной промышленности, две общеобразовательные школы, больница, два клуба и 7 библиотек.
В 1986 году постановлением Президиума Верховного Совета УССР в состав города было включено село Брыси.
В мае 1995 года Кабинет министров Украины утвердил решение о приватизации находившихся в городе завода по производству сухого молока и масла, приборостроительного завода, завода кормовых дрожжей, в июле 1995 года было утверждено решение о приватизации хлебозавода.
В 2008 году была построена и введена в эксплуатацию первая очередь элеватора ЗАО «Компания „Райз“».
4 февраля 2016 года постановлением Верховной Рады Украины город был переименован в Заводское.

## Население
В 1959 году численность населения составляла 7106 человек.
По итогам переписи 1989 года численность населения составляла 10 076 человек.
На 1 января 2013 года численность населения составляла 8612 человек.

### Языковой состав
Родной язык населения по данным переписи 2001 года:
| Язык       | Численность, чел. | Доля     |
| ---------- | ----------------- | -------- |
| Украинский | 8 752             | 96,96 %  |
| Русский    | 241               | 2,67 %   |
| Другие     | 33                | 0,37 %   |
| Итого      | 9 026             | 100,00 % |

## Экономика
Город является аграрно-индустриальным центром, в число крупнейших предприятий входят:
- КП «Червонозаводское».
- ПАО «Стеклоприбор».
- ГП «Лохвицкий спиртовой комбинат».
- Заводской элеватор «Райз» (446 тыс. тонн хранения)[16].
- Завод сухих кормовых дрожжей ООО «Агро-Сервис».
- ТОВ "ЕЛЕВАТОР-АГРО"

## Транспорт
Через город проходит железнодорожная линия Бахмач — Кременчуг Южной железной дороги со станцией Сула, автодорожная территориальная магистраль государственного значения Лохвица — Гадяч — Ахтырка, T1705.

## Объекты социальной сферы
- Две средние школы.
- ПТУ № 32.
- Лохвицкий механико-технологический колледж Полтавской государственной аграрной академии.
- Два дома культуры.
- Детская музыкальная школа.
- Клуб.
- Клуб юного техника.
- Два стадиона, теннисные корты.
- Детская студия «Сонячний зайчик».